# Семёнов, Гавриил Платонович
Гавриил Платонович Семёнов (род. 24 сентября 1991, Оленёкский район, Якутская ССР) — российский самбист, призёр чемпионата России по боевому самбо, мастер спорта России.

## Биография
В 9 классе был отправлен отцом на учёбу в Амгинский улус, где он смог бы заниматься вольной борьбой. После окончания школы подал документы на поступление в институт физкультуры. В этом году набор на отделение вольной борьбы не производился, поэтому ему пришлось поступить на отделение дзюдо. На пятом курсе выполнил норматив мастера спорта по спортивному самбо. Во время службы на флоте продолжал тренировки. После окончания службы поступил в аспирантуру и начал работать тренером.

## Спортивные результаты
- Всероссийский турнир по самбо «Дружба», мемориал памяти заслуженного тренера России Николая Иванова 2014 года — [1];
- Чемпионат России по боевому самбо 2016 года — .
- Чемпионат России по самбо 2018 года — ;